# Librarius
A librarius latin eredetű szó. Jelentése könyvkereskedő, könyvkiadó.
A rómaiak levél- és könyvírói és másolói voltak a librariusok, valamint a könyvkereskedők ókori elnevezése is. A középkorban egyaránt jelentett könyvtárost, könyvmásolót, könyvkereskedőt, vagyis könyvvel foglalkozó embert. Jelenleg könyvkereskedőt értünk a kifejezés alatt.